# Адашевци
Адашевци су насеље у Србији у општини Шид у Сремском округу. Село је смештено јужно Шида са леве и десне стране магистралног пута Товарник-Шид. У насељу према попису из 2022. године живи 1566 становника.

## Инфраструктура
Адашевци су насеље које има своју основну школу, амбуланту, Дом културе, библиотеку и све оно што карактерише савремено насеље. Са Шидом, који је и административни центар општине, Адашевци су повезани модерним асфалтним коловозом, железничком пругом и пешачко-бициклистичком стазом. На око 4 km јужно од насеља се налази ауто-пут Е70. Због развијене путне мреже и близине државне границе која има веома велики значај на развој трговине, повећан је и интензитет теретног саобраћаја. Највећу развојну експанзију Адашевци су постигли седамдесетих година. У новије време све више младих одлази у град и иностранство док су у селу све присутнија старачка домаћинства. 8.маја 1988. године отворен је Спомен-парк Сремски фронт, пред око 150 000 људи из тадашње СФРЈ. Адашевачка школа спада међу најстарије у Срему. Према неким подацима, школа је отворена још 1733. године, док је прва школска зграда подигнута 1777. године. Православна црква је саграђена 1726. године и освећена 1729. године, а у потпуности је завршена 1813. године. У селу се налази и Стадион "Браће Јеремић", на којем је многе фудбалске великане, из наше земље (ФК Партизан, ФК Црвена звезда, ОФК Београд, ФК Војводина...), угостио ФК Граничар 1924. Фудбалски клуб се, због малих финансијских средстава, такмичи у нижим лигама. Мештане још окупља и удружење ловаца, као и удружење жена. У селу се налазе три бушотине термалне воде која има капацитет 10 литара у секунди, која тренутно није искоришћена.
Већина становника се бави пољопривредом, а мањи број је запослен у „Викторија оилу”, „Тим изолирке” и другим мањим фирмама у Шиду. Адашевци спадају у једно је од ретких села у општини које има високу запосленост свих радно способних становника.

## Познате личности
У Адашевцима је рођен Георгије Магарашевић, познати српски културни радник, историчар, књижевник, књижевни критичар, професор Гимназије у Новом Саду, покретач и први уредник часописа "Сербска летопис" који је касније назван "Летопис сербски" и који је временом постао часопис са најдужим континуитетом излажења у српској култури.

## Демографија
У насељу Адашевци живи 1687 пунолетних становника, а просечна старост становништва износи 39,9 година (37,8 код мушкараца и 41,9 код жена). У насељу има 697 домаћинстава, а просечан број чланова по домаћинству је 3,11.
Ово насеље је великим делом насељено Србима (према попису из 2002. године). Према попису из 2002. било је 2166 становника (према попису из 1991. било је 2080 становника).
|  |

| Демографија | Демографија | Демографија |
| Година      | Становника  | Становника  |
| ----------- | ----------- | ----------- |
| 1948.       | 2.333       |             |
| 1953.       | 2.363       |             |
| 1961.       | 2.562       |             |
| 1971.       | 2.566       |             |
| 1981.       | 2.363       |             |
| 1991.       | 2.080       | 2.041       |
| 2002.       | 2.166       | 2.237       |

| Етнички састав према попису из 2002.‍ | Етнички састав према попису из 2002.‍ | Етнички састав према попису из 2002.‍ | Етнички састав према попису из 2002.‍ | Етнички састав према попису из 2002.‍ |
| ------------------------------------ | ------------------------------------ | ------------------------------------ | ------------------------------------ | ------------------------------------ |
|                                      |                                      |                                      |                                      |                                      |
| Срби                                 | Срби                                 |                                      | 2.076                                | 95,84%                               |
| Хрвати                               | Хрвати                               |                                      | 19                                   | 0,87%                                |
| Југословени                          | Југословени                          |                                      | 4                                    | 0,18%                                |
| Словаци                              | Словаци                              |                                      | 2                                    | 0,09%                                |
| Русини                               | Русини                               |                                      | 2                                    | 0,09%                                |
| Украјинци                            | Украјинци                            |                                      | 1                                    | 0,04%                                |
| Румуни                               | Румуни                               |                                      | 1                                    | 0,04%                                |
| Мађари                               | Мађари                               |                                      | 1                                    | 0,04%                                |
| непознато                            | непознато                            |                                      | 21                                   | 0,96%                                |

| Година пописа     | 1948. | 1953. | 1961. | 1971. | 1981. | 1991. | 2002. |
| ----------------- | ----- | ----- | ----- | ----- | ----- | ----- | ----- |
| Број домаћинстава | 570   | 625   | 707   | 730   | 724   | 643   | 697   |

| Број чланова      | 1   | 2   | 3   | 4   | 5  | 6  | 7  | 8 | 9 | 10 и више | Просек |
| ----------------- | --- | --- | --- | --- | -- | -- | -- | - | - | --------- | ------ |
| Број домаћинстава | 149 | 164 | 106 | 120 | 83 | 54 | 17 | 3 | 1 | 0         | 3,11   |

| Пол    | Укупно | Неожењен/Неудата | Ожењен/Удата | Удовац/Удовица | Разведен/Разведена | Непознато |
| ------ | ------ | ---------------- | ------------ | -------------- | ------------------ | --------- |
| Мушки  | 857    | 233              | 546          | 47             | 24                 | 7         |
| Женски | 913    | 130              | 548          | 212            | 20                 | 3         |
| УКУПНО | 1.770  | 363              | 1.094        | 259            | 44                 | 10        |

| Пол    | Укупно                    | Пољопривреда, лов и шумарство | Рибарство                            | Вађење руде и камена | Прерађивачка индустрија       |
| ------ | ------------------------- | ----------------------------- | ------------------------------------ | -------------------- | ----------------------------- |
| Мушки  | 453                       | 215                           | 0                                    | 0                    | 73                            |
| Женски | 224                       | 127                           | 0                                    | 0                    | 22                            |
| УКУПНО | 677                       | 342                           | 0                                    | 0                    | 95                            |
| Пол    | Производња и снабдевање   | Грађевинарство                | Трговина                             | Хотели и ресторани   | Саобраћај, складиштење и везе |
| Мушки  | 1                         | 24                            | 28                                   | 10                   | 40                            |
| Женски | 0                         | 1                             | 25                                   | 12                   | 3                             |
| УКУПНО | 1                         | 25                            | 53                                   | 22                   | 43                            |
| Пол    | Финансијско посредовање   | Некретнине                    | Државна управа и одбрана             | Образовање           | Здравствени и социјални рад   |
| Мушки  | 6                         | 2                             | 8                                    | 8                    | 3                             |
| Женски | 0                         | 5                             | 4                                    | 7                    | 5                             |
| УКУПНО | 6                         | 7                             | 12                                   | 15                   | 8                             |
| Пол    | Остале услужне активности | Приватна домаћинства          | Екстериторијалне организације и тела | Непознато            | Непознато                     |
| Мушки  | 6                         | 0                             | 0                                    | 29                   | 29                            |
| Женски | 2                         | 0                             | 0                                    | 11                   | 11                            |
| УКУПНО | 8                         | 0                             | 0                                    | 40                   | 40                            |

## Галерија
- Српска православна црква у Адашевцима
- Главна улица у Адашевцима
- Споменик палим борцима НОБ-а у центру Адашеваца